# آنا إليزابيث ديكنسون
آنا إليزابيث ديكنسون (بالإنجليزية: Anna Elizabeth Dickinson)‏ (28 أكتوبر 1842 – 22 أكتوبر 1932) كانت خطيبة ومحاضرة أمريكية. كانت ديكنسون من المناصرين لإلغاء الرق ومناصرة لحقوق النساء، وكانت أول امرأة تلقي خطابًا سياسيًا أمام كونغرس الولايات المتحدة. لكونها متحدثة موهوبة في سن مبكرة، ساعدت الحزب الجمهوري في انتخابات عام 1863 التي خيضت فيها معركة شرسة، وأثرت بشكل كبير على توزيع السلطة السياسية في الاتحاد قبل الحرب الأهلية مباشرة. كانت ديكنسون أول امرأة بيضاء تصعد قمم جبال غرايس بيك في كولورادو، وإلبيرت بيك (راكبة على ظهر بغل)، وكانت ثاني من يصل قمة بايك بيك.

## نشأتها
ولدت ديكنسون في 28 أكتوبر 1842 في فيلادلفيا، بنسلفانيا ضمن مجتمع من الكويكرز (جمعية الأصدقاء الدينية)، والناشطين في إلغاء العبودية جون وماري إدموندسون ديكنسون. هاجر أسلافها إدموندسون ديكنسون إلى الولايات المتحدة من إنجلترا برفقة كويكرز آخرين واستقروا في ترد أفون (أو ثيرد هافين) قرب إيستون، ماريلاند في نحو الستينيات. كان لها ثلاثة أخوة أكبر سنًا؛ جون، وأدوين، وصموئيل، وأخت أكبر تدعى سوزان. كان منزل العائلة في سكة حديدية تحت الأرض.
توفي والد ديكنسون سنة 1844 عندما كانت في الثانية من عمرها بعد إلقائها خطابًا ضد العبودية. عاشت في فقر، فتحت ماري مدرسة في البيت واستقبلت تلامذة لديها لتعين عائلتها. تلقت ديكنسون تعليمها في مدرسة الأصدقاء في فيلادلفيا لفترة وجيزة، حتى سن الخامسة عشرة، في مدرسة ويست تاون. كانت مجتهدة، أنفقت جل مالها على الكتب، إذ ورثت اهتمامها بالكتب من أمها. في الرابعة عشرة من عمرها، اعتنقت الكنيسة الميثودية، وبقيت ناشطة في الكنيسة طوال حياتها.

## مسيرتها المهنية
نشرت صحيفة ذا ليبريتور (المحرر)، التي كانت ملك وليام لويد غاريسون الذي كان مناهضًا للعبودية، مقالًا في 22 فبراير سنة 1856 حول الإساءة التي تلقاها مدرس مناهض للعبودية في كنتاكي. لم تكن حينها تبلغ من العمر سوى 14 عامًا.
بدأت العمل في سنة الخامسة عشرة، في نحو العام 1857، ناسخة للأوراق. في عامي 1859 و1860، عملت مدرسة في مقاطعة بيركس، بنسلفانيا، وعاشت خلالها مع عائلة جون وإليزابيث لونغستروث في بريستول، بنسلفانيا. في شهر مايو سنة 1861، حصلت على وظيفة مستكتب في دار السك الأمريكية؛ كانت واحدة من أول موظفات الدائرة. أقيلت ديكنسون في ديسمبر من ذلك العام لأنها ذكرت في اجتماع عام أن الأداء الضعيف الذي بذله الجنرال جورج ماكليلان في معركة «بولز بلاف» بلغ حد الخيانة.

## عملها كمحاضرة
بدأت ديكنسون تعرف تدريجيًا بكونها خطيبًا عامًا بليغًا ومقنعًا، وواحدة من أوائل النساء اللواتي اعتلين المنصة لمناقشة القضايا الشائكة حينها. بخلاف الأمريكيين الآخرين، شجع الكويكرز النساء على التحدث علنًا. قامت بجولة في البلاد نيابة عن لجنة الصحة. بتشجيع من لوكريشا موت والدكتورة هانا لونغشور، ألقت خطابًا حماسيًا حول مناهضة العبودية، والإصلاح، وحقوق النساء، والقناعة. قاد نجاحها الطريق أمام غيرها من النساء الخطيبات في المستقبل.
ألقت خطابًا في العلن بدايةً في عام 1857 عندما خاطبت رجلًا سخر من النساء خلال اجتماع أجراه الأصدقاء التقدميون. بعد ذلك، بدأت تلقي خطبًا بانتظام تتحدث فيها عن مناهضة العبودية والزهد. في سنة 1860، ألقت خطابًا في فيلادلفيا خلال اجتماع الأصدقاء التقدميين في كلاركسون هول حول حقوق النساء والإساءة التي يتعرضن لها، ثم خاطبت جمعية بنسلفانيا لمكافحة الرق في خريف ذلك العام. ألقت أول خطاب رئيسي لها، مناقشة على مدى ساعتين حقوق النساء والإساءة التي يتعرضن لها في 27 فبراير 1861 في فيلادلفيا. تقدمت لوكريشا موت، التي أمضت عقودًا في إلقاء خطب مناهضة للعبودية في في لقاءات الكويكرز، تقدمت بتوفير مبيعات 800 تذكرة لحضور الحدث في كونسرت هول. رتبت موت رحلة لإلقاء محاضرة، برعاية جمعية ماساتشوستس لمناهضة الرق، للشابة البالغة من العمر 19 عامًا التي سرعان ما أصبحت متحدثة شعبية. ساعدت سلسلة من الخطابات التي ألقتها في قيادة حركة تحرير العبيد.

## وصلات خارجية
- آنا إليزابيث ديكنسون على موقع الموسوعة البريطانية (الإنجليزية)